# Bluff Knoll
Le Bluff Knoll est un sommet de montagne australien relevant de la chaîne de Stirling, en Australie-Occidentale. Culminant à 1 073 mètres d'altitude, il s'agit du point culminant du Sud-Ouest de l'Australie.